# Daviesia trigonophylla
Daviesia trigonophylla är en ärtväxtart som beskrevs av Meissner. Daviesia trigonophylla ingår i släktet Daviesia, och familjen ärtväxter. Inga underarter finns listade i Catalogue of Life.